# Flåm
Flåm [floːm] ist eine Ortschaft in der norwegischen Kommune Aurland in der Provinz (Fylke) Vestland. Der Ort hat 288 Einwohner (Stand: 1. Januar 2024). Der Name Flåm ist vom altnordischen Flá abgeleitet, was „kleine Ebene zwischen steilen Bergen“ bedeutet.

## Lage und Geographie
Der Ort befindet sich im Flåmsdalen, einem engen, lang gestreckten Tal auf einer Höhe 59 moh, das durch hohe Berge flankiert wird. Die westliche Bergkette gehört zum Weltnaturerbe des Nærøyfjorden. Das Flåmsdal geht in den Aurlandsfjord über, einem Seitenarm des Sognefjorden. Dort befinden sich die Ortsteile Brekke und Fretheim. Sie sind durch den Fluss Flåmselvi voneinander getrennt.

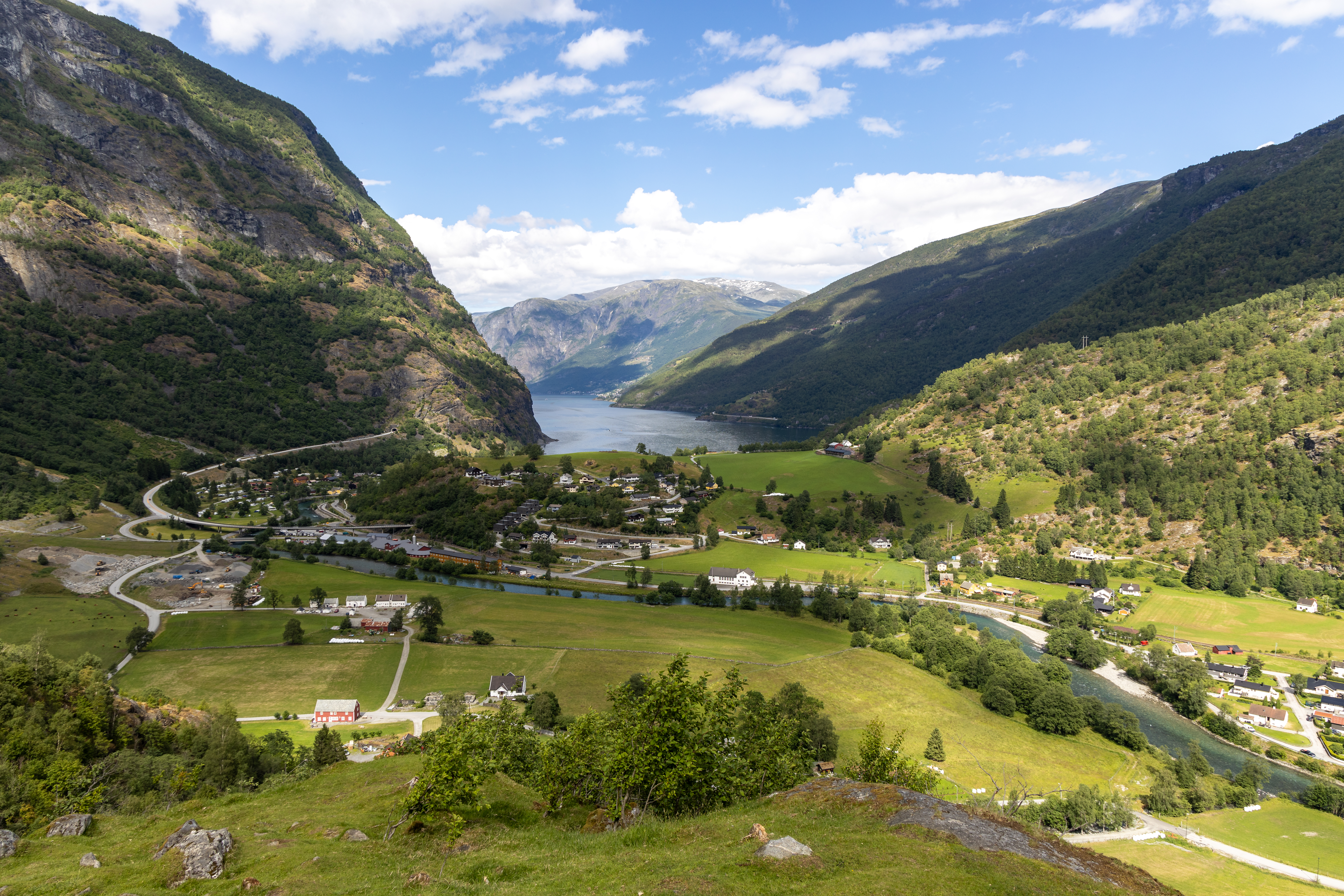
Blick auf Flåm mit dem Aurlandsfjord

## Kirche
Flåm bildet einen der vier Sogns in der Gemeinde. Die Kirche steht im Zentrum des Ortes. Sie stammt aus dem Jahr 1667. Der erste Pfarrer dieser Kirche, Henrik Reiersen Urdal, stiftete das Altarretabel im Jahr 1681. Es zeigt Landschaftsszenen mit Menschen in Bauerntrachten und wurde in Bergen hergestellt. Die Wandmalereien des Chors stammen aus derselben Epoche. Sie wurden um 1850 übermalt und anlässlich des 300-Jahr-Jubiläums im Jahr 1967 restauriert. Bei der Restauration fand man ein altes Antependium aus dem 14. Jahrhundert. Schriftliche Quellen belegen, dass es um 1320 schon eine frühere Kirche an dieser Stelle gegeben hat. In der Nähe der Kirche, westlich des Flusses existierte eine heidnische Kultstätte. In Fretheim wird von einer Kapelle am Fjord berichtet, die nach der Pestepidemie um 1350 nicht mehr erwähnt wird.

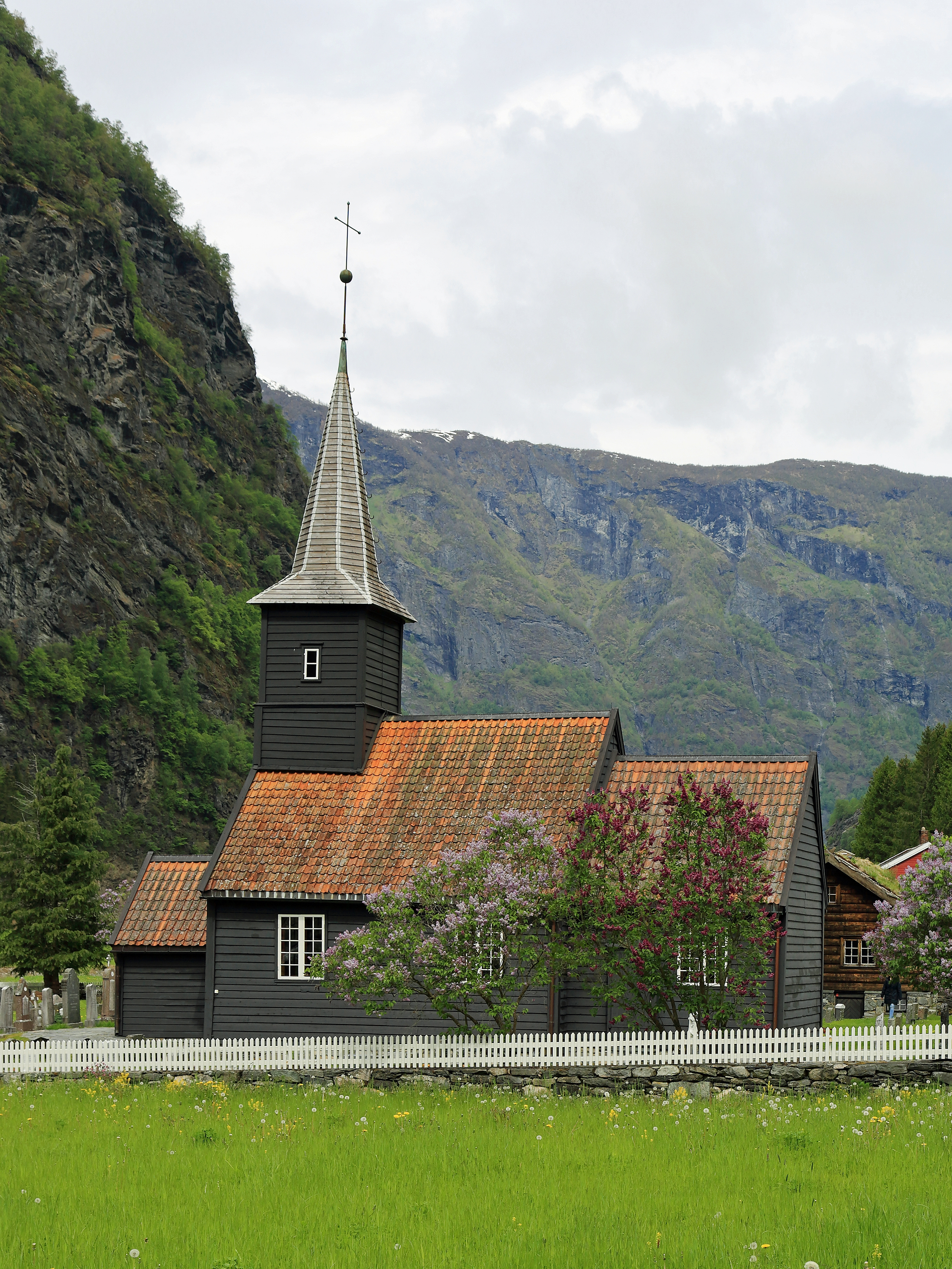
Die Kirche Flåms aus dem Jahr 1670

## Infrastruktur

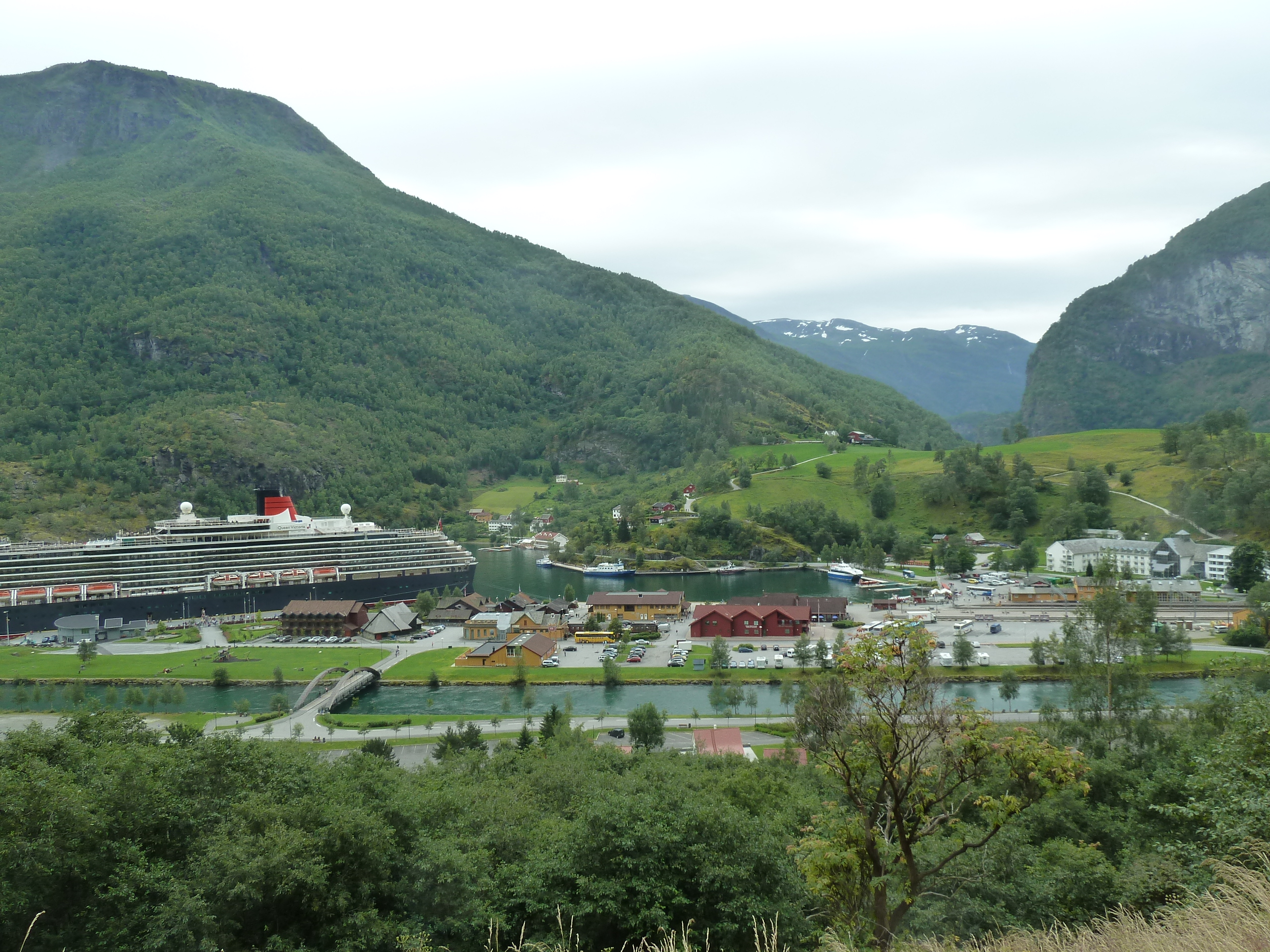
Hafen und Bahnhof im Ortsteil Brekke und Fretheim

In Flåm gibt es eine Grundschule für Schüler bis zur 7. Klasse und einen Kindergarten.

### Verkehr

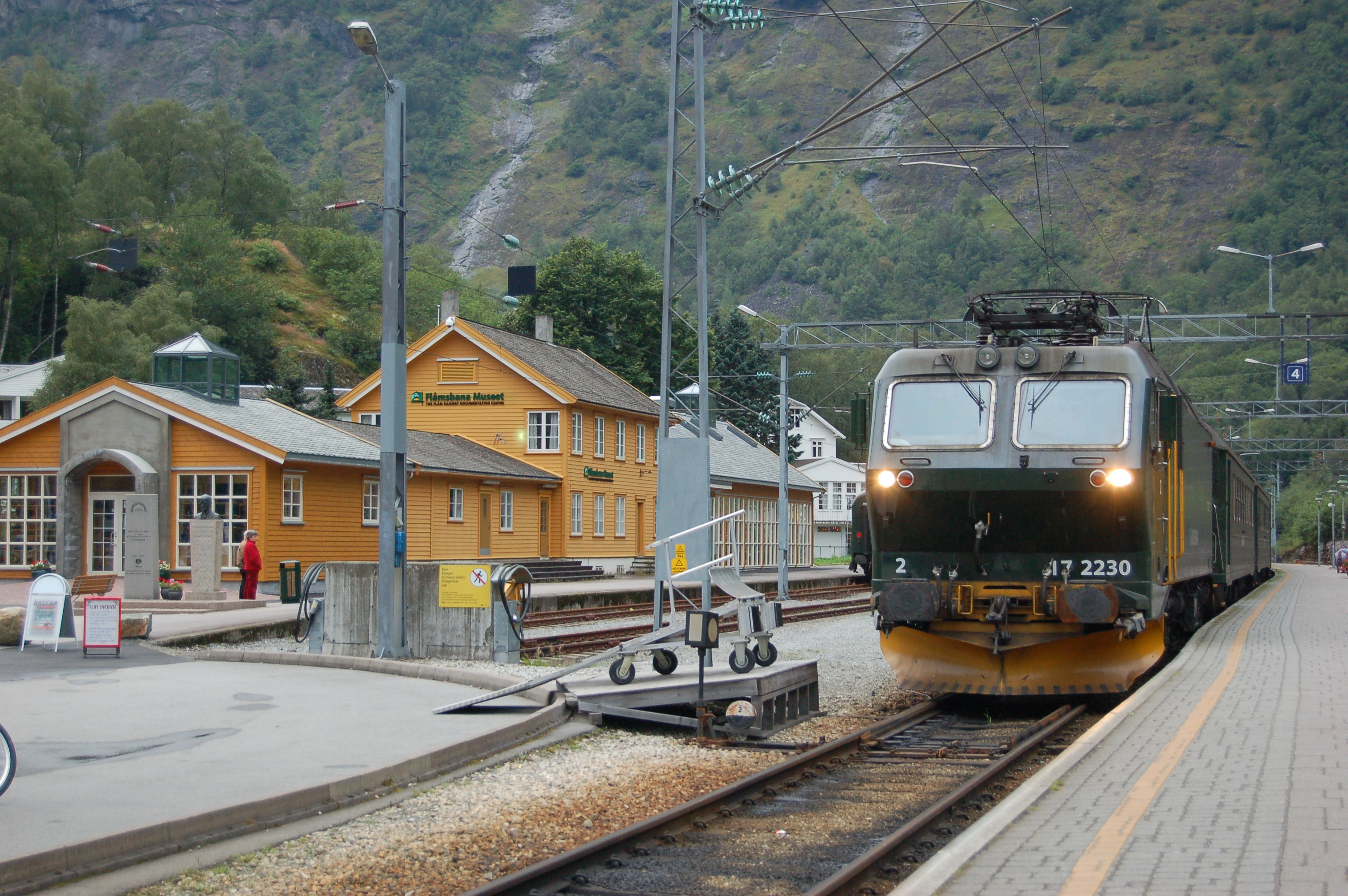
Flåmsbana und Flåmsbanamuseet im Bahnhof

Flåm besitzt eine gute Verkehrsanbindung. Im Jahr 1916 wurde eine neue Straße angelegt, die Flåm mit Aurlandsvangen verband. Sie ist heute zur E16 ausgebaut und führt westwärts nach Bergen und nach Oslo im Südosten. Mit dem Bau der Eisenbahnstrecke Bergensbanen, die von Oslo über Myrdal nach Bergen führt, beschloss man, auch das Flåmsdal zu erschließen. Eine Stichstrecke, die Flåmsbana, führt seit 1940 von Myrdal nach Flåm. Um diese Trasse und die Trasse der Bergensbanen zu bauen, wurde das Material über den Aurlandsfjorden nach Flåm angeliefert. Es bestand jedoch keine geeignete Straße zwischen den 20 Kilometer entfernten Orten und so wurde der Rallarvegen angelegt. Heute ist er ein beliebter Fahrrad- und Wanderweg, der bis nach Hallingdal führt. Der Kai wurde zu einem Tiefwasseranleger ausgebaut, an dem im Sommer regelmäßig Kreuzfahrtschiffe anlegen. Es besteht eine Schnellbootverbindung nach Bergen; zudem gibt es Linienverbindungen nach Gudvangen, welche u. a. von den Schiffen der Seasight-Klasse bedient wird, sowie verschiedene Bootstouren auf Aurlands- und Nærøyfjord. Etwas weiter östlich befindet sich ein kleiner Freizeithafen.

### Tourismus
Flåm war vor dem Bau der Eisenbahn hauptsächlich durch Landwirtschaft und Almbewirtschaftung geprägt. Seit 1860 kamen englische Sportfischer in den Ort. Sie bewohnten während ihres Aufenthaltes das größte Haus im Dorf, und so baute der Eigentümer Christen Fretheim im Jahr 1880 das erste Hotel in Flåm – engelskvillaen (deutsch: die englische Villa) – ein großes Holzgebäude im Schweizerstil. Im Jahr 1926 wurde die Villa mit dem Haupthaus des Hofes verbunden. Seitdem wurden viele Um- und Anbauten vorgenommen. Das Hotel ist heute als Fretheim Turisthotell bekannt. Seit der Fertigstellung des Rallarvegen und insbesondere seit der Fertigstellung der Flåmsbana nahm der Tourismus in Flåm zu. Im Ort befindet sich neben anderen Arten der Unterkunft auch eine Jugendherberge.
Rund um den Hafen mit dem Kreuzfahrtanleger und den Bahnhof befindet sich umfangreiche touristische Infrastruktur (Souvenirläden, Restaurants, Tourist-Information etc.).

## Sehenswürdigkeiten
Zu Flåms Sehenswürdigkeiten zählt das Eisenbahnmuseum Flåmsbanmuseet am Bahnhof Flåm (norwegisch: Flåm stasjon 60,86° N, 7,11° O). Es beschäftigt sich mit der Geschichte und Technik der Flåmbana, der norwegischen Eisenbahn und dem Alltagsleben in Flåm. Das Freilichtmuseum Otternes bietet einen Einblick in die Landwirtschaft der Region und in das Leben des 18. Jahrhunderts.

## Persönlichkeiten
Der Schriftsteller Per Sivle wurde in Flåm geboren. Ihm zu Ehren wurde im Ort ein Gedenkstein aufgestellt.